# 富尔亨西奥·巴蒂斯塔
富尔亨西奥·巴蒂斯塔·萨尔迪瓦尔（西班牙語：Fulgencio Batista y Zaldívar；1901年1月16日—1973年8月6日），古巴共和國军事领导人，1933年－1940年为古巴实际的军事领导人，1940年—1944年为民选的古巴总统。之后他又通过军事政变于1952年重新成为古巴最高领导人。他的独裁政府招致了诸多反对，尤其是菲德尔·卡斯特罗的反对组织。1959年巴蒂斯塔政权被卡斯特罗所领导的游击运动推翻，史称“古巴革命”。

## 早年
富尔亨西奥·巴蒂斯塔·萨尔迪瓦1901年出生于美國佔領古巴時期东部奥特连省巴内斯，一个贫苦的农民家庭，他的父亲是贝里萨里奥·巴蒂斯塔，母亲是卡美拉·扎尔迪瓦尔，当时的古巴人民正在为摆脱西班牙统治而努力奋斗。巴蒂斯塔是一名混血儿，拥有黑人与西班牙人、華人和美洲原住民的血统。鉴于自己卑微的出身，巴蒂斯塔很小就开始工作，同时他也是一个苦学勤奋的人，晚上很晚还去学校学习，以及疯狂的阅读书籍。他还曾是一名理发师和甘蔗收割工。20岁时，即1921年，巴蒂斯塔为了获得一份固定的职业而前往哈瓦那参军。

## 第一次掌权
巴蒂斯塔在军中很快成为一名速记员，并担任了几位将军的机要秘书，由此了解了军队的内部运作，这为他后来夺取政权奠定了基础。
1930年代初期，反美和反独裁的斗争日趋强烈，巴蒂斯塔也参加了计划推翻古巴独裁者赫拉尔多·马查多统治的地下组织ABC党。
1933年，哈瓦那爆发斗争，8月赫拉尔多·马查多的独裁政权被推翻，卡洛斯·曼努埃爾·德·塞斯佩德斯·克薩達任临时总统。随后的9月，巴蒂斯塔作为中士领袖发起“中士兵变”，临时总统被迫下台，政权落入拉蒙·格劳·圣马丁为总统所组成的五人委员会中，不过巴蒂斯塔出任陆军参谋长，提升自己为上将，并实际控制政权。拉蒙是一名社会主义者，他憎恨美国人，并且善于煽动群众的情绪，在大学生中颇有影响力。正因如此，4个月后，1934年1月15日，拉蒙·格劳·圣马丁被迫辞职，由埃维亚接任，两天后，埃维亚丧失权力，由卡洛斯·门迭塔·蒙特富尔出任总统。这些人只不过是巴蒂斯塔所任命的傀儡总统中的几个，随后的6年中他还任命了3位傀儡总统。1935年，巴蒂斯塔任命何塞·巴尔内特·比纳赫拉斯出任总统，而后在1936年选举米格尔·戈麦斯·阿里亚斯出任总统，1月10日就任，不过在年末，12月23日，巴蒂斯塔迫使米格尔·戈麦斯·阿里亚斯下台。12月24日，费德里科·拉雷多·布鲁任总统，算是最长的一位，一直担任至1940年巴蒂斯塔当选总统。而巴蒂斯塔始终是古巴统治者。
巴蒂斯塔是一位信奉绝对权力的独裁者，也是一位军队的统率和精明的政治家。他得到了广大民众对他所取得成就的认可以及对他的衷心拥护，曾一直被视为古巴民族英雄。巴蒂斯塔在第一次掌权受到了民众的拥戴，即使是作为幕后操纵者。反对者可以在国会和政治辩论中公开地驳斥他，公众和报界媒体也可以自由地对他的行为提出指责，从某种程度来说，法院也有其独立的裁决权。
同时，巴蒂斯塔还允许妇女参加选举，并鼓励工人争取最大范围内的团结。他倡议制订法律，确立国家投资兴办教育的体制。此外，巴蒂斯塔还颁布了改善工作条件，对意外事故、失业和穷困老人给予生活保障等方面的法律。巴蒂斯塔制订的这些法律没有受到民众抵制，全部得以顺利实施。
在对美国的关系方面，巴蒂斯塔积极迎合美国的睦邻政策。1934年5月，美国政府宣布废除与古巴的《普拉特修正案》，而签订《美国－古巴条约》，表示在关塔那摩建立海军基地，巴蒂斯塔没有任何异议，同时他还接受美国政府的贷款。巴蒂斯塔成为二战期间美国亲密的合作伙伴之一。

## 第二次掌权
在佛罗里达戴托纳海滩极尽奢华的生活的巴蒂斯塔，1948年在古巴参议院赢得一个席位。四年后他竞选总统，但一项民意测验显示，在1951年12月发行的流行杂志"波西米亚"显示他在佛罗里达地方时，巴蒂斯塔预计不会赢，他再次发动军事政变，以武力夺取政权。他立即解散议会，废除1940年以来相對进步的宪法，制定了“宪法条例”和反劳工法。禁止政党活动和群众集会和罢工。与美国签定《军事互助条约》，同时亦与苏联断交。

## 下台流亡
1959年1月1日菲德尔·卡斯特罗的反政府军攻下拉斯维利亚斯省省会圣克拉拉和奥连特省省会圣地亚哥，次日反政府军进入首都哈瓦那。巴蒂斯塔和家人和亲信搭乘一架飞机在哥伦比亚难民营飞往多明尼加共和国。连夜多个航班进出哥伦比亚难民营将巴蒂斯塔的朋友和高级官员送到迈阿密、纽约、新奥尔良和杰克逊。
而後巴蒂斯塔抵達葡萄牙，最後到達西班牙的马贝拉，獲邀担任西班牙一家寿险公司主席，此外，在西班牙里维拉投资于房地產抵押（按揭），不時批評菲德尔·卡斯特罗的古巴共產黨政權。
1973年8月6日死于心脏病，葬于马德里圣伊西德罗公墓。

## 家庭
1926年7月10日他和爱丽莎·赫蒂内斯·戈麦斯结婚，有三个孩子：米尔塔·卡里达、艾莉达、富尔亨西奥·鲁本·巴蒂斯塔·戈丁兹。
后来他和玛尔塔·费尔南德斯-米兰达结婚，有两个孩子：豪尔赫和罗伯托·弗朗西斯科·巴蒂斯塔·费尔南德斯。
玛尔塔·费尔南德斯·德·巴蒂斯塔（1920－2006），巴蒂斯塔的遗孀，死于2006年10月2日。罗伯托·巴蒂斯塔，她的儿子说她是死在她的西棕榈滩的家里。她有心脏病。
拉乌尔·G·坎特罗三世1960年出生于西班牙，入籍美国。毕业于哈佛大學法学院，佛罗里达州最高法院一名法官，富尔亨西奥·巴蒂斯塔的一个孙子。